# Tülay Bursa
Tülay Bursa (1959.) turska je glumica. Najpoznatija je po ulozi Fatme u turskoj televizijskoj seriji Asi.

## Filmografija

### Televizijske serije
- Obitelj Fırıldak, animirana serija
- Sırat (2011.) kao Havva Perver
- The Pasific (2010.)
- Asi (2007.) kao Fatma
- Kara Yılan (2) (2007.) kao Kara Yılanova majka
- Erkekler Ağlamaz (2006.)
- Ihlamurlar Altında (2005.) kao Meral Sahin
- Mavi Ay (1985.)
- The Cosby Show (1984.)

### Filmovi
- Hannah Montana: The Movie (2009.)
- Ana Kuzusu (2007.)
- Arthur ile Minimoylar (2006.)
- Fidan Hanım'a Ne Oldu (2001.) kao Gülden